# Akindžije
Akindžije, v Osmanskem cesarstvu pripadniki posebnega roda vojske, običajno lahkega konjeniškega odreda.
Turki so akindžije navadno pošiljali na ozemlje nasprotnika, kjer so ropali in ustrahovali prebivalstvo. Njihovo plačilo je bil plen. Kadar so sodelovali z redno vojsko, so hodili pred njo ali pa so čuvali zaledje.
Med prvimi poveljniki akindžij se omenja Köse Mihal, ki je pod poveljstvom Sulejmana paše, najstarejšega sina sultana Orhana I., sodeloval pri prvih osvajanjih Rumelije. Po vojaški delitvi Rumelije na vzhodni in zahodni del, so Mihalovi nasledniki, rodbina Mihaloğlu, vladali vzhodnemu delu Rumelije s središčem v Čirmenskem sandžaku; akindžije tega dela so se po njih imenovali mihalu. Poveljnik zahodnega dela Rumelije je bil Turahan beg, ki je imel sedež v tesalski Trikali; akindžije s tega dela se imenovali turahanli.
V času sultana Murata I. in kosovske bitke (1389) se akindžije v virih ne omenjajo. Vemo pa, da so vojska Turahan bega in akindžije leta 1433 (v času albanskega upora, 1432-36) plenili in pustošili po Albaniji. Ko se je sultan Murat II. poleti 1438 napotil proti Ogrski, so se mu pridružili krajiški begi (udžbeglerji) Ali beg Evrenosović, Ishak beg in Turahan beg in s svojimi vojskami in akindžijami povečali turško vojsko za 30-40.000 mož. V času sultana Bajazida II. so akindžije na Krbavskem polju premagali združeno vojsko hrvaškega plemstva (1493).
Ni znano, kako so Turki akindžije novačili. Dolgo se je mislilo, da so neregularni, priložnostno zbrani vojaki. Ferman z dne 4. marca 1565 pa razkriva, da so tudi akindžije, tako kot turško redno vojsko, vodili na seznamih. Ni znano, kako dolgo so Turki akindžije vključevali v svojo vojaško organizacijo. V 18. stoletju se ne omenjajo več kot poseben rod vojske.